# 嵯峨公勝
嵯峨 公勝（さが きんとう）は、江戸時代末期から昭和初期にかけての華族・侯爵。正親町三条実愛（嵯峨実愛）の子。母は鶴。妻は中山忠光の娘・南加。愛新覚羅溥傑夫人浩の祖父。嵯峨家(正親町三条家)29代。娘の岳父は雨宮敬次郎。

## 経歴
明治14年（1881年）4月、父より家督を譲られる。明治17年（1884年）7月7日、華族令に基づき伯爵に叙爵した。明治21年（1888年）1月17日、父の実愛の維新の功績により侯爵となる。明治23年（1890年）2月、貴族院侯爵議員。
ただ終身ながら無報酬の議員職には不満（伯爵までは互選で選ばれる代わりに歳費が支給されたが、侯爵となると自動的に議員に任命される代わりに歳費が支給されなかった）で、明治31年（1900年）には品川弥二郎宛に侯爵への新たな爵禄を求める文書（公爵には爵禄があり、諸侯華族の侯爵はもともと金を持っている。公卿侯爵だけが貧しくて貴族院議員の職務が果たせないという内容）を提出したが、反映されなかった。新たな賜金がないと見るや公勝は以後の政治活動をろくに行わなくなった。
昭和10年（1937年）に、貴族院議員在職30年以上で30回以上の議会に出席した議員を永年在職議員として表彰する制度ができたが、公勝は現役議員でありながら対象から外された。議会開設以来70回の議会があったにもかかわらず、出席率が悪かったためである。
孫の浩は普段、実勝の妻の実家に住んでいた。公勝は浩を嫁ぐ直前に呼び寄せ、昭和12年（1937年）4月3日、公勝の杉並大宮邸より出立させた。侯爵としての体面を保つためだったと思われる。

## 栄典
位階
- 1902年（明治35年）6月20日 - 正三位[5]

勲章等
- 1884年（明治17年）7月7日 - 伯爵[6]
- 1889年（明治22年）11月29日 - 大日本帝国憲法発布記念章[7]
- 1906年（明治39年）4月1日 - 勲四等旭日小綬章[8]
- 1914年（大正3年）6月18日 - 勲三等瑞宝章[9]
- 1915年（大正4年）11月10日 - 大礼記念章[10]
- 1938年（昭和13年）2月11日 - 金杯一個[11]